# Фламберг

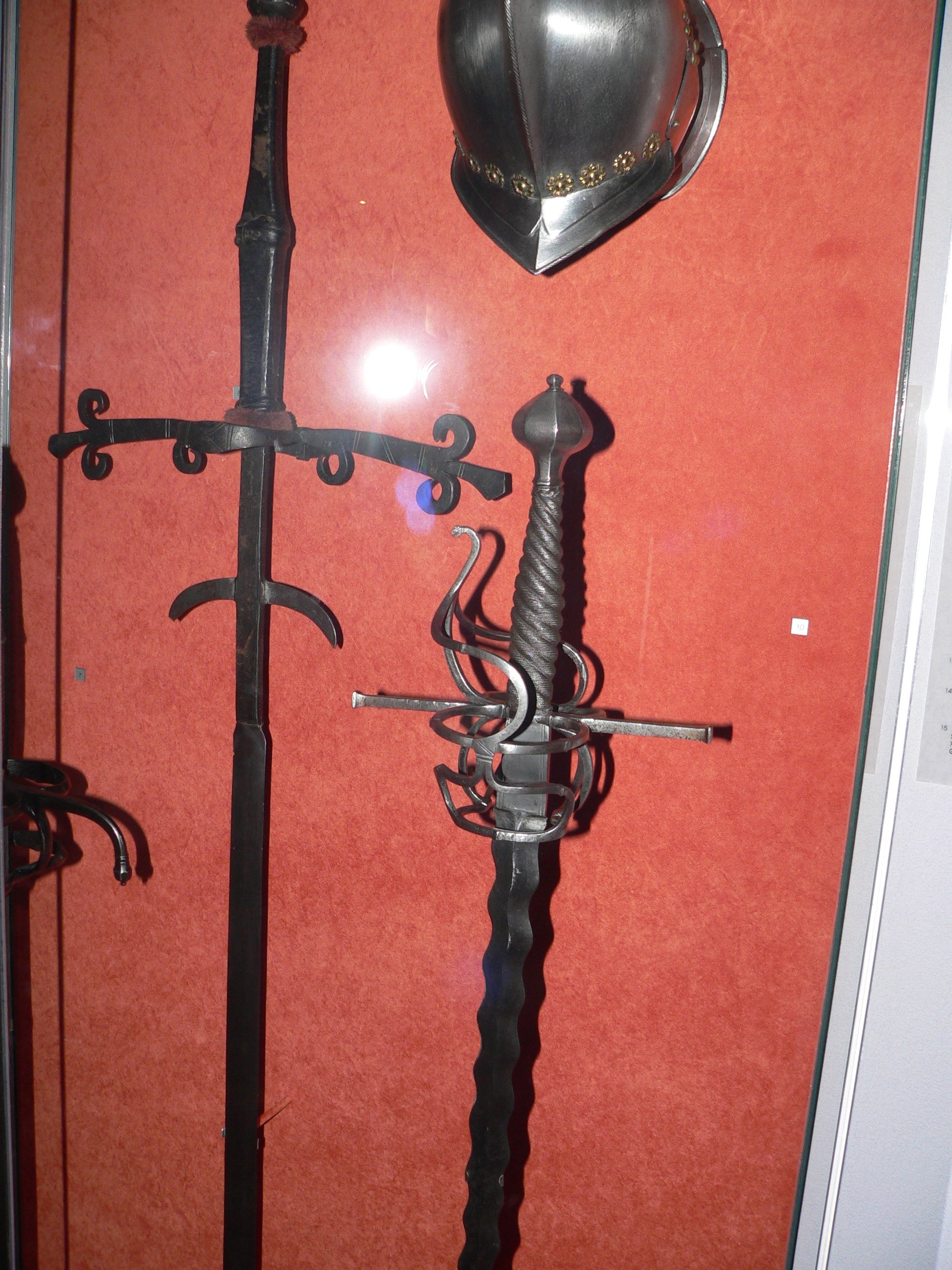
Одноручный меч с клинком фламберг (справа) с рапирной гардой

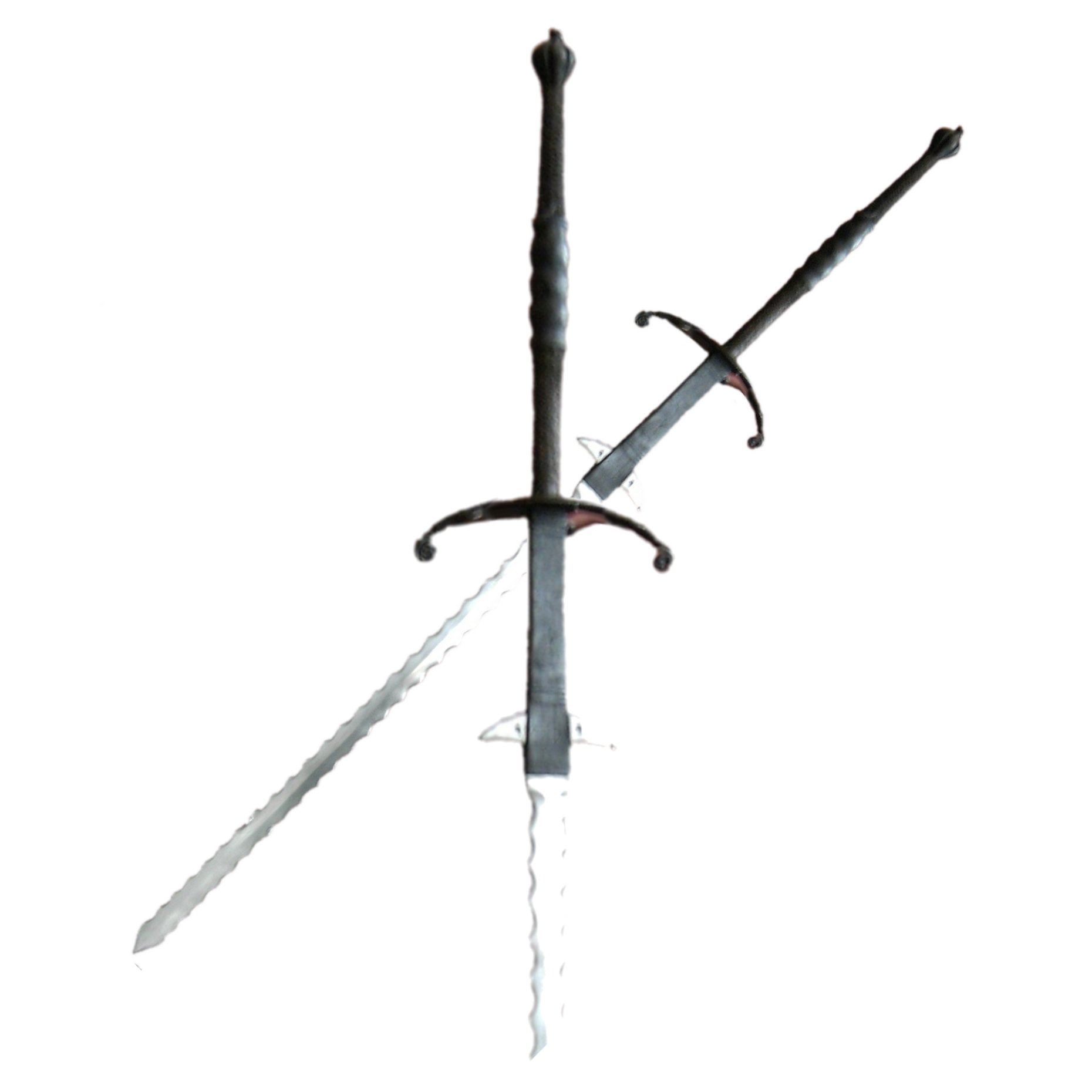
Недорогой спадон с клинком фламберг и классическим двуручным эфесом, переделанный из меча с прямым клинком при помощи особой заточки

Фла́мберг (нем. Flamberge ← Flamme «пламя»), также встречается французский вариант транскрипции фламберж — клинок волнистой (пламевидной) формы, который  монтировался на двуручные (реже — одноручные или полуторные) мечи. 

Фламберг применялся в Европе (в особенности в Швейцарии и Германии) в XV−XVII веках. Церемониальные двуручные мечи с клинками фламберг до настоящего времени состоят на вооружении Швейцарской гвардии Ватикана.

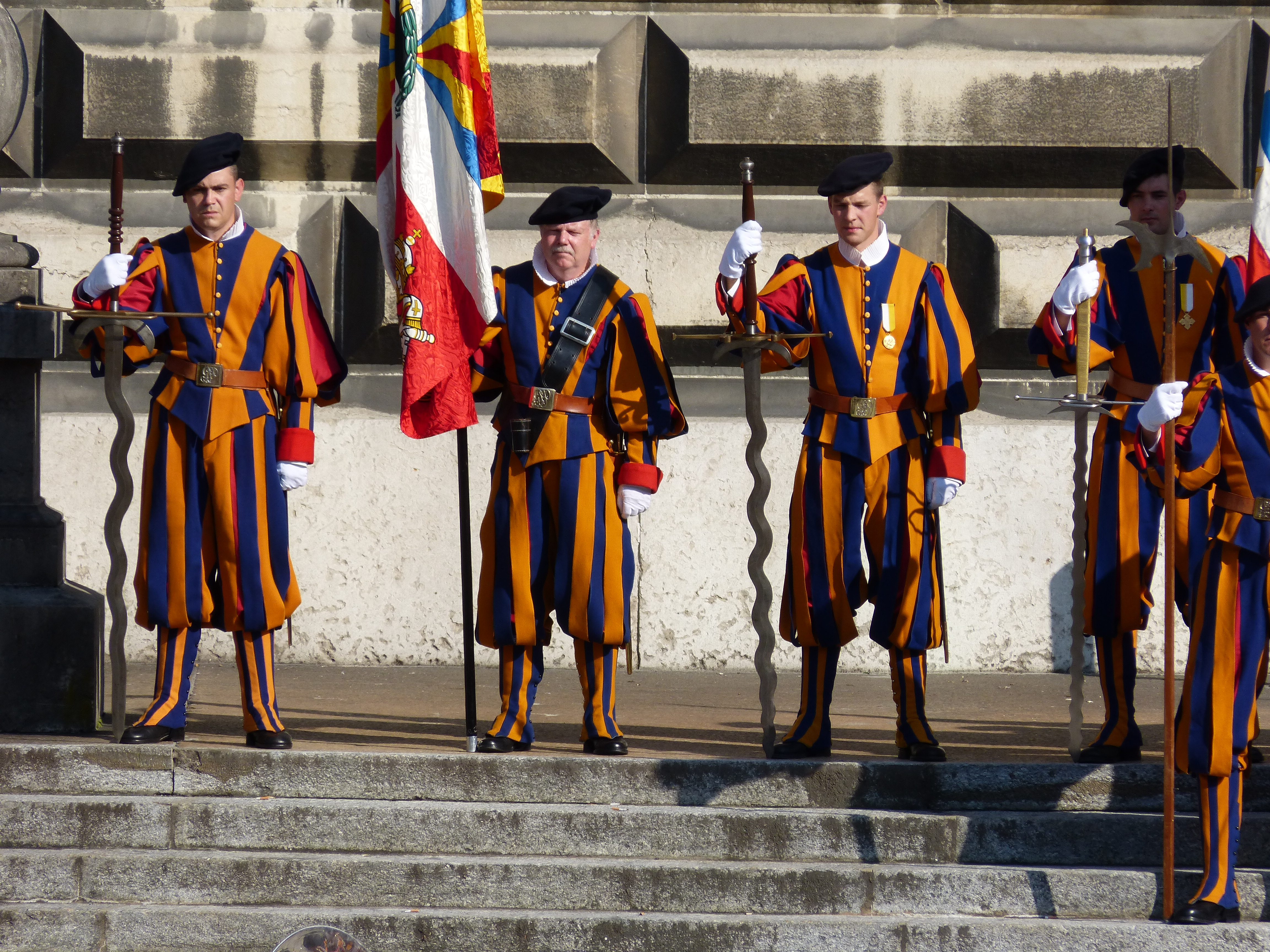
Швейцарские гвардейцы, вооружённые двуручными мечами с клинками-фламбергами

## История
Появление такого оружия, как мечи с клинками фламберг, имело ряд предпосылок. Ещё во времена первых крестовых походов (конец XI века) рыцари-крестоносцы познакомились с имевшими искривлённый клинок образцами оружия Северной Африки и Святой земли — саблями. Чуть позже, во время походов Чингиз-хана (середина XIII века), в Европу попала и лёгкая монгольская сабля. При этом было отмечено, что искривленные клинки обладают большей поражающей способностью, нежели прямой меч того же веса. Однако широкого распространения в Европе оружие с изогнутым клинком не получило. Тому имелся целый ряд причин. Во-первых, мощность удара тяжёлого рубящего меча была выше, чем у лёгкой сабли, и качественный стальной доспех был для сабель практически непреодолим. А попытки европейских оружейников выковать саблю, сравнимую по мощности удара с тяжёлым мечом, успеха не имели — резко снижалась прочность клинка (турецкие оружейники отчасти вышли из положения, оснастив клыч и палу (гаддарэ) массивной елманью). Кроме того, к этому времени в западно-европейской фехтовальной школе начали появляться колющие приёмы, для нанесения которых сабля была пригодна куда меньше, чем меч. Также оказывал влияние тот факт, что бои часто велись в узком пространстве (улочки городов, дома, замки), что не позволяло в полной мере пользоваться преимуществами сабли.
Однако к XIV—XVI векам развитие металлургии и параметры рыцарской брони сделали рубящий меч на поле боя почти бесполезным (для пробития брони требовалось нанести три-пять рубящих ударов, а это возможно только в бою один на один). Оружейники начали активно искать выход из ситуации — к примеру, в создании колющего «бронебойного» меча типа панцербрехера, и таких типов оружия, как эсток и кончар. В Европе и Азии началось распространение бронебойных топоров — клевцов и чеканов. Кроме того, в противоборстве с латниками начала усиливаться роль копий и ударно-раздробляющего оружия. К примеру, русские ратники предпочитали применять против тяжеловооружённых рыцарей рогатины и совни, а также булавы-шестопёры с высокой эффективностью удара (использовались, впрочем, и клевцы). Табориты расправлялись с рыцарями при помощи боевых цепов. Периодически возвращались и к идее искривлённого клинка — так, в частности, появился гросс-мессер. К концу XV века появилась мысль вместо единого изогнутого клинка сделать клинок волнового типа, с несколькими изгибами. Однако, как полноценное боевое оружие, мечи с клинками фламберг появились лишь в середине XVI века, в Германии (предположительно — в Южной).

## Устройство
Клинок фламберг имел ряд последовательных противофазных изгибов. Боевое оружие чаще всего имело изгибы лишь на две трети своей длины от гарды — конец клинка оставался прямым и служил для нанесения как рубящих, так и колющих ударов, как обыкновенный меч (это особо относилось к двуручным образцам, требующим больших тренировок и силы удара). Лезвие затачивалось по всей длине клинка, при этом «волны» клинка чуть отгибали (разводили), как у пилы.
Часто помимо основной гарды, служившей для защиты кистей рук воина, фламберги имели и малую волнистую гарду, расположенную перед основной и служившую для перехвата клинка противника. Чаще всего её крепили под углом в 45 градусов для увеличения захватывающего эффекта. Между гардами размещалось рикассо.

## Принцип действия

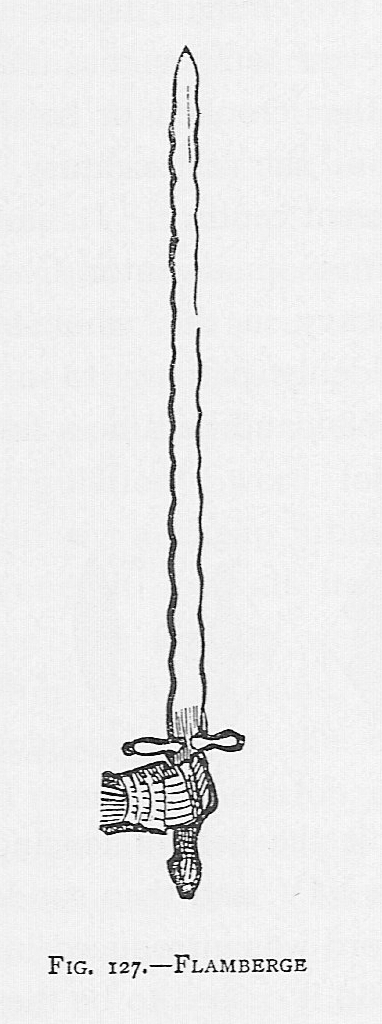
Изображение меча с клинком фламберг, помещённое в первом издании книги Ричарда Ф. Бертона «Книга мечей», 1884 г.

Основным преимуществом конструкции меча с клинком фламберг в сравнении с обычным мечом являлось существенное уменьшение поражающей поверхности при контакте с мишенью. Таким образом, благодаря тяжести меча и изгибам клинка, значительно усиливался удельный разрушительный эффект на единицу площади — выгнутая кромка имела лучшие рубящие свойства за счёт концентрации ударного воздействия клинка. То есть, в клинке фламберг сочетались эффективность кривого меча с привычной для европейцев прямой формой клинка.
Выступающие участки волн первыми касались цели, что повышало шанс прорубить жёсткую поверхность. Кроме того, обратный ход волнистого пламевидного лезвия давал вполне очевидный эффект пилы, рассекая поражаемую поверхность.
Колющий удар клинком фламберг причинял противнику значительно более тяжёлую рану, нежели удар обычным клинком. Из-за особенностей заточки клинка раны, нанесённые фламбергом, практически не заживали. Эффект фламберга заключался, прежде всего, в том, что при последовательном прохождении сквозь тело жертвы «волны» оставляли рваную рану с несколькими параллельными разрезами внутри неё, которые, с учётом уровня средневековой медицины, почти всегда воспалялись, вызывая гангрену. Данный эффект действовал примерно до первой трети ширины раны, то есть до окончания собственно зоны волнообразной заточки. При этом, чем большую амплитуду волн имел клинок фламберг, тем сильнее проявлялись эти свойства.
По тем же причинам фламберг вообще давал очень широкую колотую рану — эффективная ширина раны, равная расстоянию между крайними точками клинка на противофазных волнах, в полтора-два раза больше фактической ширины клинка. Кроме того, за счёт волнистой формы «пламеневидный» клинок в некотором роде самоориентируется в направлении наименьшего сопротивления и реже застревает между рёбрами жертвы (однако при жёстком удержании рукояти меча это свойство почти исчезает).
Фламберг также давал ряд преимуществ в оборонительном положении, поскольку при отражении атаки клинок соперника задерживался на волнах, не опускаясь до перекрестья меча.
Вместе с тем, фламберг имел и ряд недостатков. В частности, клинок фламберг обладал меньшей жёсткостью и бо́льшим весом: клинок приходилось делать бо́льшей (в сравнении с прямым мечом) толщины, так как объективно он имел довольно узкий клинок. Волнообразная форма клинка программировала множество зон напряжения металла (по одной на каждую полуволну), что в сочетании с неравномерностью нагрузки на лезвие давало значительно бо́льший риск поломки клинка при нанесении или отражении удара. Кроме того, на отрицательных полуволнах закалённая грань клинка работает на растяжение в бо́льшей степени, нежели у прямых или слабоизогнутых клинков, что также негативно сказывалось на долговечности клинков фламберг.
В попытке увеличить долговечность фламбергов их изготовители разрабатывали различные системы закалки клинка. Отмечено, к примеру, что ряд фламбергов имеет закалку только лезвия (режущей кромки) с разными вариантами поверхностной цементации. В этом случае распределение нагрузок являлось более приемлемым для несения как ударных, так и вибрационных нагрузок. Однако, поскольку такие клинки были, по существу, оружием единичного изготовления, для клинков из одного и того же металла из-за разной формы клинка нужно было подбирать различные варианты закалки.
Общими проблемами были также сложность изготовления клинков фламберг, высокие требования к качеству металла, связанные с этим высокая цена и достаточно ограниченное количество фламбергов, находящихся в употреблении.

## Применение фламбергов
Распространению клинков фламбергов в первую очередь способствовала наёмная пехота — кондотьеры и ландскнехты, вышедшие на арену войн в конце XV века. Весьма часто они были вооружены двуручными мечами — цвайхендерами, некоторые из них имели и клинки фламберги. Несмотря на то, что мечи с клинками фламбергами, в силу своей дороговизны, был оружием достаточно редким, его достоинства были быстро оценены. Особое распространение клинки фламберги получили в годы Тридцатилетней войны.
Боевое применение мечей с клинками фламберг продолжалось вплоть до XVII века, когда они постепенно вышли из употребления вместе с прямыми двуручными мечами.
Часть мечей с пламевидным клинком изготовлялась исключительно в церемониальных целях. Клинки подобных мечей, как правило, выковывались из единого куска металла, не несли соответствующей закалки и имели изгибы по всей своей длине. Изучение этих мечей послужило почвой распространённого в прошлом предположения, что мечи с фламбергами изначально являлись небоевым оружием. Отчасти эта гипотеза опиралась на сравнение мечей с фламбергом с огненным мечом архангела Михаила. Однако более позднее изучение боевых мечей с клинками фламберг опровергло данную гипотезу.

## Пламевидные клинки позднего времени
Когда в XVII веке, с развитием огнестрельного оружия, доспехи утратили свою практическую ценность, двуручные мечи, которыми фехтовали в тесной схватке средневекового боя, автоматически вышли из употребления. Вместе с ними исчезли и двуручники с клинками фламберг, однако сами волнистые клинки из оружейного искусства не пропали, перейдя к шпаге. Пламевидная шпага унаследовала практически все достоинства фламберга (она прорезала сукно и кожу защитной амуниции, не застревала в теле жертвы, позволяла парировать клинок противника и так далее).
Однако, помимо этих преимуществ, шпаги с волнистым клинком получили ещё одно: конструкция шпаги в принципе позволяла в бою схватить клинок противника рукой в кожаной перчатке и нанести ему непарируемый удар. Но, в случае с волнистым клинком-пилой подобный приём грозил серьёзными ранами. Практичный клинок получил распространение как оружие наёмных убийц и профессиональных дуэлянтов — бретёров, хотя массово такие шпаги не производились по причине сложности и дороговизны. Волнистые клинки использовались вплоть до начала XVIII века, когда они окончательно вышли из употребления.

## Аналоги фламберга
В юго-восточной Азии получило распространение оружие, по принципу действия практически аналогичное фламбергу — малайский крис, также имеющий волнистое лезвие. Данный тип оружия существует до сих пор в качестве традиционного ритуального кинжала.